# 庫阿卡奇 (亞利桑那州)
庫亞卡奇（英語：Kuakatch）是位於美國亞利桑那州皮馬縣的一個非建制地區。該地的面積和人口皆未知。

## 地理
庫亞卡奇的座標為32°08′15″N 112°39′47″W / 32.13750°N 112.66306°W，而該地的平均海拔高度為653米（即2142英尺）。